# Grand Prix Formule 1 van Portugal 1992
De Grand Prix Formule 1 van Portugal 1992 werd gehouden op 27 september 1992 op Estoril.

## Uitslag
| Positie | Nummer | Rijder               | Team                | Ronden | Tijd/Opgave         | Startplaats | Punten |
| ------- | ------ | -------------------- | ------------------- | ------ | ------------------- | ----------- | ------ |
| 1       | 5      | Nigel Mansell        | Williams-Renault    | 71     | 1:34:46.659         | 1           | 10     |
| 2       | 2      | Gerhard Berger       | McLaren-Honda       | 71     | + 37.533            | 4           | 6      |
| 3       | 1      | Ayrton Senna         | McLaren-Honda       | 70     | + 1 Ronde           | 2           | 4      |
| 4       | 20     | Martin Brundle       | Benetton-Ford       | 70     | + 1 Ronde           | 6           | 3      |
| 5       | 11     | Mika Häkkinen        | Lotus-Ford          | 70     | + 1 Ronde           | 7           | 2      |
| 6       | 9      | Michele Alboreto     | Arrows-Mugen-Honda  | 70     | + 1 Ronde           | 8           | 1      |
| 7       | 19     | Michael Schumacher   | Benetton-Ford       | 69     | + 2 Rondes          | 5           |        |
| 8       | 25     | Thierry Boutsen      | Ligier-Renault      | 69     | + 2 Rondes          | 11          |        |
| 9       | 4      | Andrea de Cesaris    | Tyrrell-Ilmor       | 69     | + 2 Rondes          | 12          |        |
| 10      | 10     | Aguri Suzuki         | Arrows-Mugen-Honda  | 68     | + 3 Rondes          | 17          |        |
| 11      | 17     | Emanuele Naspetti    | March-Ilmor         | 68     | + 3 Rondes          | 23          |        |
| 12      | 23     | Christian Fittipaldi | Minardi-Lamborghini | 68     | + 3 Rondes          | 26          |        |
| 13      | 32     | Stefano Modena       | Jordan-Yamaha       | 68     | + 3 Rondes          | 24          |        |
| 14      | 24     | Gianni Morbidelli    | Minardi-Lamborghini | 68     | + 3 Rondes          | 18          |        |
| NF      | 21     | Jyrki Järvilehto     | Dallara-Ferrari     | 51     | Fysiek              | 19          |        |
| NF      | 16     | Karl Wendlinger      | March-Ilmor         | 48     | Versnellingsbak     | 22          |        |
| NF      | 26     | Érik Comas           | Ligier-Renault      | 47     | Motor               | 14          |        |
| NF      | 30     | Ukyo Katayama        | Venturi-Lamborghini | 46     | Spin                | 25          |        |
| NF      | 22     | Pierluigi Martini    | Dallara-Ferrari     | 43     | Lekke band          | 21          |        |
| NF      | 6      | Riccardo Patrese     | Williams-Renault    | 43     | Ongeluk             | 3           |        |
| NF      | 28     | Ivan Capelli         | Ferrari             | 34     | Motor               | 16          |        |
| NF      | 3      | Olivier Grouillard   | Tyrrell-Ilmor       | 27     | Versnellingsbak     | 15          |        |
| NF      | 29     | Bertrand Gachot      | Venturi-Lamborghini | 25     | Motor               | 13          |        |
| NF      | 33     | Mauricio Gugelmin    | Jordan-Yamaha       | 19     | Elektrisch probleem | 20          |        |
| NF      | 27     | Jean Alesi           | Ferrari             | 12     | Spin                | 10          |        |
| NF      | 12     | Johnny Herbert       | Lotus-Ford          | 2      | Ongeluk             | 9           |        |

## Wetenswaardigheden
- Aguri Suzuki startte vanuit de pitlaan, Michael Schumacher van achteraan.
- Ayrton Senna behaalde zijn laatste podiumfinish en punten van het seizoen.
- Senna noemde Alain Prost op de persconferentie een lafaard.
- Riccardo Patrese en Gerhard Berger waren betrokken in een zwaar ongeluk op start en finish.

## Statistieken
| Pole-position | Nigel Mansell | Williams-Renault | 1:13.041 |
| Snelste ronde | Ayrton Senna  | McLaren-Honda    | 1:16.272 |

1958 · 1959 · 1960 · 1984 · 1985 · 1986 · 1987 · 1988 · 1989 · 1990 · 1991 · 1992 · 1993 · 1994 · 1995 · 1996 · 2020 · 2021